# Lilli Lehmann
Elisabeth "Lilli" Maria Lehmann, senare Lehmann-Kalisch, född 24 november 1848, död 17 maj 1929, var en tysk operasångerska. 
Lehmann var 1870–1886 engagerad vid Berlins hovopera, först som koloratursångerska, senare som dramatisk sopran. 1886 bröt hon sitt livstidskontrakt och turnerade med framgång under fem år i USA. 1888 gifte hon sig med Paul Kalisch (1855–1946) och återvände 1890 till Tyskland. Lehmann sjöng vid festspelen i Bayreuth och Salzburg samt 1878 och 1879 vid operan i Stockholm. Hon var lika betydande som konsert-, Wagner- och Mozartsångerksa och en eftersökt sånglärarinna, som bevarde sin stämmas prestationsförmåga långt upp i sena år. Lehmann har utgett Meine Gesangkunst (1902), studier till Fidelio (1904), Tistan och Isolde (1904) samt den självbiografiska Mein Weg (1913 och 1920).